# せんだいメディアテーク
せんだいメディアテーク（英: sendai mediatheque）は、宮城県仙台市青葉区にある公共施設である。定禅寺通り沿いにある。仙台市民図書館、イベントスペース、ギャラリー、スタジオなどからなる。2001年（平成13年）1月に開館した。特殊な構造の建築物であり、建築家の伊東豊雄の代表作品の一つでもある。

## 名称・運営
「メディアテーク」はフランス語の médiathèque （フランス語発音: [medjatɛk] メディヤテック）に由来し、「メディアを収める棚」あるいは「視聴覚資料室」を意味している。
様々なメディアによる情報を収集、保管し、それらを市民に提供すること、また、美術や映像に関わる文化活動の場となることを目的として、せんだいメディアテークは設置された。書籍に加えてビデオテープやDVD、CDやCD-ROMなどのメディアがここに収集、保管されている。それを、来館者へ提供する図書館機能などの他、ウェブページでの提供や、視聴覚障害者に対するバリアフリー事業なども行われている。
メディアテークは仙台市教育委員会が管轄する施設であるが、指定管理者制度により、仙台市市民文化事業団がここの管理および運営を担っている。
2025年（令和7年）4月現在の館長はロバート・キャンベルである。

## 歴史
せんだいメディアテークの建設は、1989年（平成元年）に宮城県芸術協会によって行われた、大型ギャラリー中心の美術館建設の陳情を端緒とする。1992年（平成4年）に新市民ギャラリーを建設する方針が決定し、さらに新市民ギャラリーに仙台市民図書館を併設することになり、1993年（平成5年）に建設検討委員会から仙台市長石井亨に建設基本構想が提出された。建設場所は、仙台市営バス・定禅寺通車庫の跡地、および、仙台観光株式会社から買い取った隣接地のパチンコタイガー春日町店の跡地が選ばれた。
この建築設計競技の際、審査委員長に任命された磯崎新より、単なる図書館とギャラリーの複合体だけではなく、本のみならず映像や音楽などあらゆるメディアの収蔵、閲覧、鑑賞ができる「メディアテーク」にするという提案がなされた。設計競技の結果、1995年（平成7年）に伊東豊雄が最優秀者として選ばれた。
せんだいメディアテークの建設は1997年（平成9年）12月に始まった。この工事は2000年（平成12年）8月に竣工し、9月に旧来の仙台市民ギャラリーと仙台市視聴覚教材センター、仙台市民図書館が閉鎖された。そして、2001年（平成13年）1月に仙台市民図書館を含めてせんだいメディアテークは開館した。

## 建築物としての特徴

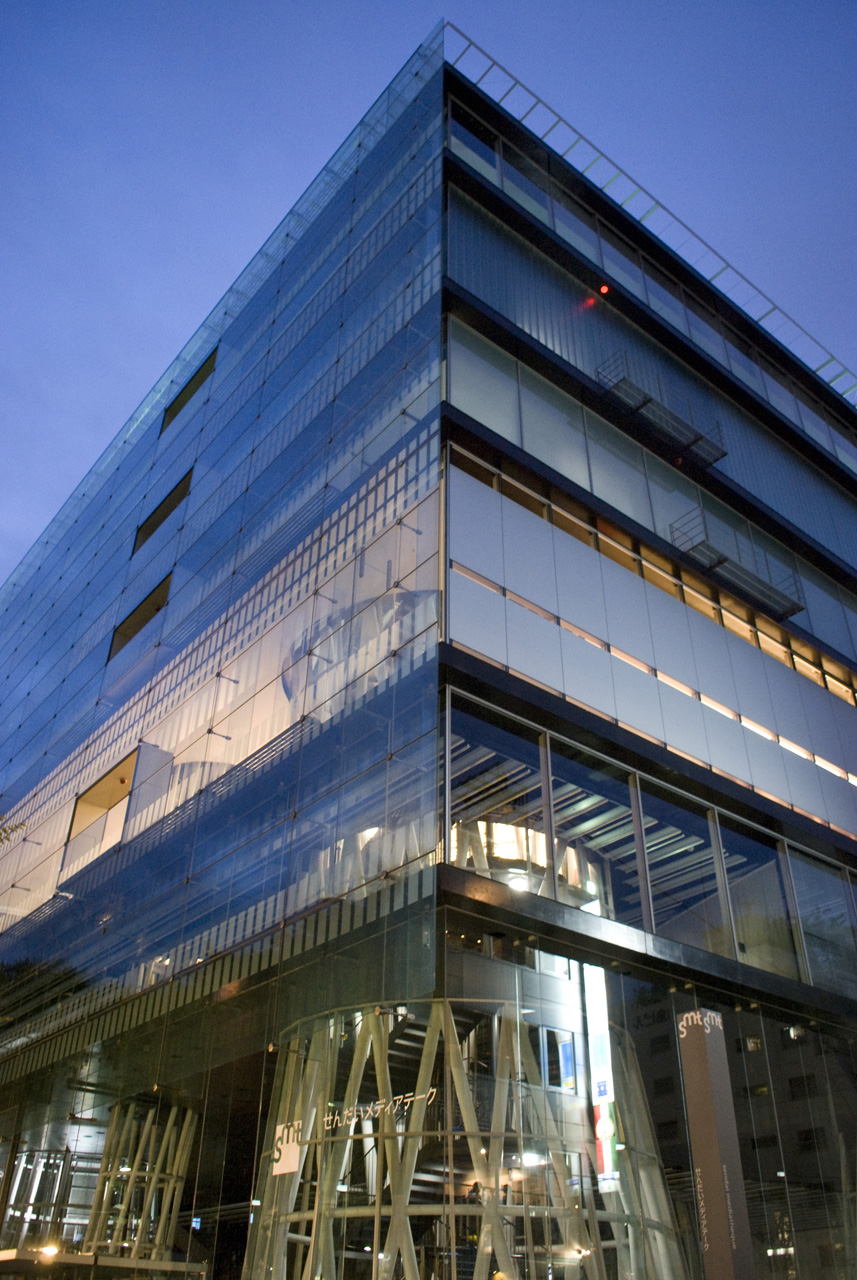
チューブと床からなるせんだいメディアテークの構造

せんだいメディアテークは建築物として高い評価を受けている。伊東豊雄の代表作となっているこの建築は、6枚の床（プレート）と、揺れる海草のような形状の13本のチューブと呼ばれる鉄骨独立シャフトのみの単純な構造によって、地下2階、地上7階の空間のすべてが作られている。これは、柱によって建てられる旧来の日本家屋と建築思想が同じであるが、梁はない。このチューブは床を貫通し、設備系統、エレベーターや階段、屋上からの採光や通風設備として機能している。また、全面がガラス張りであり、支柱のスケルトン構造が外から直接見ることができ、一方、中からもケヤキ並木の定禅寺通を見渡せ、中と外との一体感がある。工事については、三次元曲面の加工技術を持つ気仙沼市の高橋工業が担当した。
現代のビルディング構造は、その多くがラーメン構造という柱と梁からなる構造形式によって構成されている。これは、20世紀にルートヴィヒ・ミース・ファン・デル・ローエによって提示された、均質な柱と梁の構造体からなる建物内にあらゆる機能を内包することができるという「ユニヴァーサル・スペース」の概念と、ル・コルビュジエによって提示された、柱と床、階段という建築にとって必要最低限の構成要素にまで構造形式を還元する「ドミノシステム」の概念との延長上にある構造形式である。伊東豊雄は、こうしたラーメン構造の建築の均質性を打破する新しい建築のあり方を提示した。通常のラーメン構造ではできるだけ等間隔に建てられる四角い柱を、スパイラルを描くたくさんの細い鉄柱に分解することで「すけすけの柱の内部（チューブ）」を作り出し、それらをできるだけ不規則に配置することで不均質な場としての内部空間を計画した。これは近代建築、ル・コルビュジェ、ドミノシステムを乗り越える試みであり、柱の概念を解体する挑戦とも受け取れる。世界の第一線級の建築家は、近代建築に対する批判的思考を経て新しい建築形式を生み出そうと試みているが、せんだいメディアテークで実現した新しい建築のスタイルは、そうした伊東自身の発想もさることながらコンピュータにより複雑な立体物の構造計算が可能になった現代だからこそ生まれた形でもあった。伊東はこの作品以後、冒険的な構造の建築を積極的に試みるようになった。
このような構造とデザインの優秀さのため、建築関係者をはじめとして、世界からカメラ片手に訪れる人をこの建物周辺で見ることが出来る。フランスのル・モンド紙において「伊東豊雄のせんだいメディアテークで有名な仙台」と記述された例もあり、海外ではせんだいメディアテークが仙台の顔の1つともなっている。また、建築物としての美しさから、メディアテークは仙台のファッション誌やテレビ番組、映画などのロケ地となることもある。
この建築物は次の賞を受賞している。
- 全建賞 建築部門（2001年）[11]
- グッドデザイン賞 グッドデザイン大賞（2001年）[12]
- 第43回 BCS賞（2002年）[13]
- World Architecture Awards 2002 Best Building in East Asia（2002年）[14]
- 第16回 東京クリエイション大賞 環境メディア賞（2002年）[15]
- 日本建築学会賞 作品賞（2003年）[16]
- 第10回 公共建築賞・文化施設部門 国土交通大臣表彰（2006年）[17]
- 地域創造大賞・総務大臣賞（2011年）[18]

## 館内

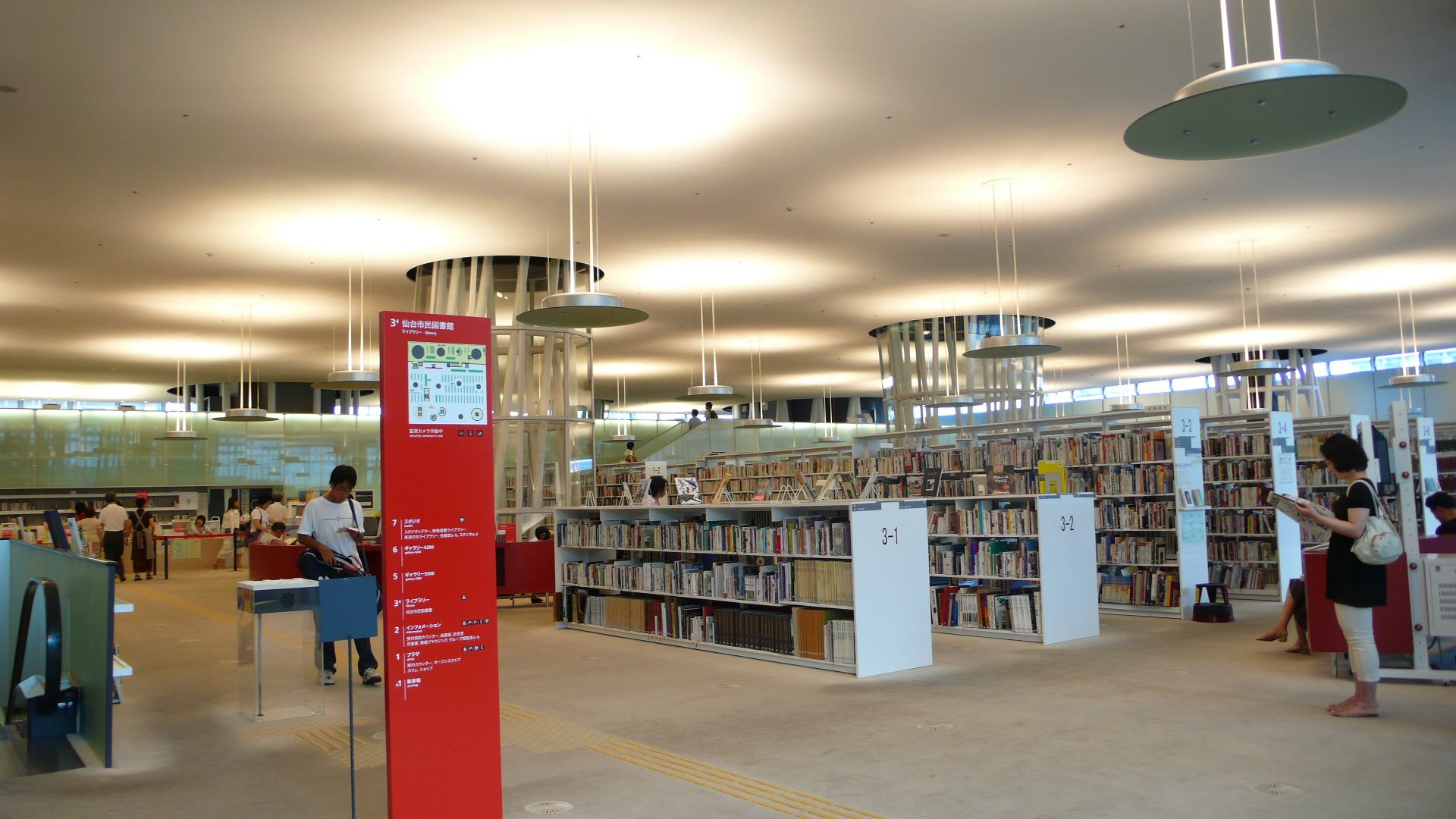
3階の仙台市民図書館

1階はプラザと呼ばれる公開空地である。東側にカフェやミュージアムショップがある。中央にあるオープンスクエアはイベント空間であり、移動壁やスクリーンを備え、上映会や展示会、演奏会ができるようになっている。SENDAI光のページェントや定禅寺ストリートジャズフェスティバルの際にはここで関連イベントが開かれる。
2階は映像音響ライブラリーで、DVDやVHS、CDなどの映像音響資料約1万1000点がここに収蔵されている。また、仙台市民図書館の児童書、新着新聞および雑誌はここで閲覧できるようになっている。3階と4階は仙台市民図書館の区画である。2階の児童書を含めて、ここに収蔵されている図書資料は約50万冊である。
5階と6階はギャラリーである。5階は固定壁で仕切られた空間であるのに対して、6階の空間には固定壁がない。7階には、施設の貸し出しに関わる受付カウンターや、3がつ11にちをわすれないためにセンターをはじめとする市民活動の拠点であるスタジオやラウンジや録音室、映画上映に対応したスタジオシアターなどがある。
地下1階は有料駐車場および市民図書館の書庫で、地下2階は備品や機材の収蔵庫ならびに図書館の書庫である。また、館外に駐輪場がある。

## 施設貸出利用者数・決算
仙台市に提出された指定管理者評価シートに記載されているデータでは、年間の施設貸出利用者数は公表されているものの、利用者全体の数は不明である。
|                  |                  | 2005年度    | 2006年度    | 2007年度    |
| ---------------- | ---------------- | ----------- | ----------- | ----------- |
| 施設貸出利用者数 | 施設貸出利用者数 | 361,172人   | 451,465人   | 386,566人   |
| 市の支出         | 指定管理者費用   | 6億3072万円 | 6億0394万円 | 5億5929万円 |
| 市の支出         | その他           | 3947万円    | 3386万円    | 3189万円    |
| 市の収入         | 使用料           | 6459万円    | 7209万円    | 7536万円    |
| 市の収入         | 目的外使用料     | 416万円     | 368万円     | －          |
| 市の収入         | その他           | 215万円     | 186万円     | 700万円     |

## アクセス
最寄駅は仙台市地下鉄南北線の勾当台公園駅で、せんだいメディアテークとは450メートルほどの距離である。それより離れるが、仙台市地下鉄東西線の大町西公園駅および青葉通一番町駅もメディアテークの徒歩圏である。また、仙台市営バスのバス停留所「メディアテーク前」があり、仙台駅のバス乗り場方面からは「定禅寺通市役所前経由交通局大学病院」行きのバスがここに停まる。観光用路線バスのるーぷる仙台もここに停まるが、市内の観光地を時計回りに1時間かけて巡るため仙台駅前からだと時間がかかる。高速道路の最寄りインターチェンジは、東北自動車道の仙台宮城インターチェンジである。